# Claude Michel (calciatore)
Claude Michel (Carhaix-Plouguer, 24 aprile 1971) è un allenatore di calcio ed ex calciatore francese, di ruolo centrocampista.

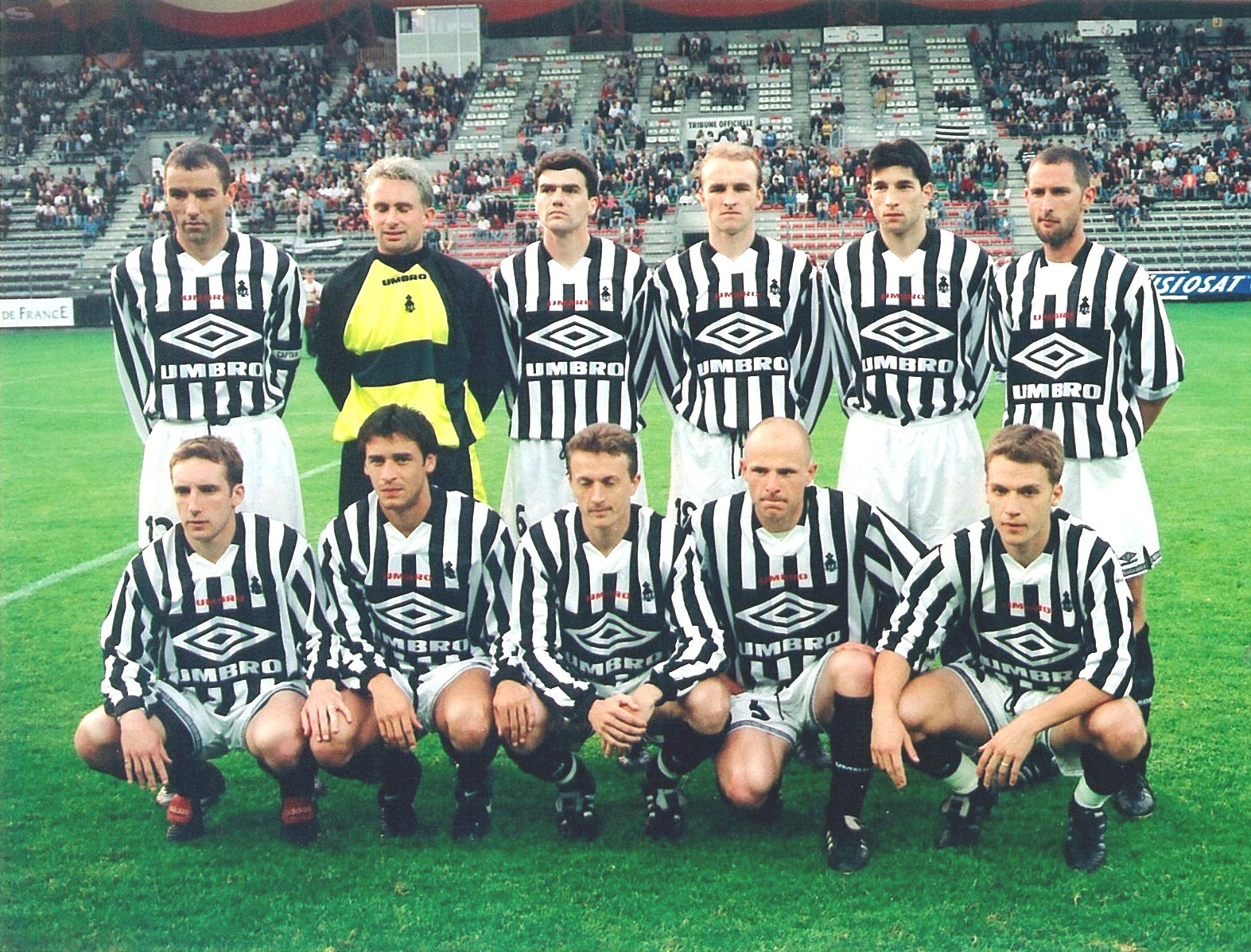
Nazionale bretone prima della partita contro il Camerun 1998:
Michel è il primo in basso a sinistra

È il primatista di presenze del Guingamp in tutte le competizioni, in Ligue 1 e in Europa, quest'ultimo record è condiviso assieme a Stéphane Carnot (12).

## Carriera

### Club
Mediano, bandiera del Guingamp, ha giocato per la società dal 1993 al 2005, dopo aver trascorso diversi anni tra le giovanili, totalizzando 387 presenze e 5 reti nelle partite di campionato con la prima squadra e 100 incontri e 2 gol con la squadra riserve.

## Palmarès

### Club

#### Competizioni internazionali
- Coppa Intertoto UEFA: 1

Guingamp: 1996